# Ікс Михайло Самойлович
Михайло Самойлович Ікс (Самойлов) (1 грудня 1887, містечко Відзи, Новоолександрівський повіт, Ковенська губернія, Російська імперія — 2 листопада 1937, Москва) — український радянський діяч, відповідальний секретар Запорізького окружного комітету КП(б)У, 2-й секретар Далекосхідного крайового комітету ВКП(б). Кандидат у члени Центральної Контрольної Комісії КП(б)У в грудні 1925 — листопаді 1927 р. Член ЦК КП(б)У в листопаді 1927 — червні 1930 р.

## Біографія
Народився 1 грудня 1887 року в містечку Відзи, тепер Браславський район, Вітебська область, Білорусь, в єврейській родині службовця соляного промислу. У липні 1904 — вересні 1905 року — репетитор, робітник у купця в селі Горіле Мелітопольського повіту Таврійської губернії.
Член РСДРП(б) з 1905 року.
У вересні 1905 — жовтні 1906 року — репетитор; на підпільній партійній роботі в місті Генічеську Таврійської губернії. У жовтні 1906 — березні 1907 року — ув'язнений за політичну пропаганду в Мелітопольській в'язниці Таврійської губернії. У березні 1907 — серпні 1914 року — репетитор; на підпільній партійній роботі в Таврійській та Катеринославській губерніях.
У вересні — грудні 1914 року — рядовий 52-го запасного батальйону російської імператорської армії в місті Двінську Ліфляндської губернії. У січні 1915 — березні 1917 року — репетитор; на підпільній партійній роботі в місті Генічеську Таврійської губернії. У 1916—1917 роках — вільний слухач Новоросійського вищого міжнародного інституту в Одесі.
У березні — грудні 1917 року — голова Генічеського міського комітету РСДРП(б) Таврійської губернії. У грудні 1917 — березні 1918 року — партійний і військовий робітник комітету РСДРП(б) в містах Одесі і Генічеську. У травні — липні 1918 року — ув'язнений за політичну діяльність у Мелітопольській в'язниці. У липні 1918 — березні 1919 року — на підпільній партійній роботі в Криму та Мелітопольському повіті Таврійської губернії.
У березні — липні 1919 року — голова Генічеського міського комітету РКП(б) Таврійської губернії. У серпні 1919 — січні 1920 року — партійний робітник Одеського підпільного губернського комітету РКП(б). У лютому — червні 1920 року — голова Генічеського міського комітету РКП(б) Таврійської губернії.
У червні — листопаді 1920 року — на військово-партійній роботі у Революційній Військовій Раді (РВР) Південного фронту. У грудні 1920 — березні 1921 року — партійний працівник, виконавець особливих доручень ЦК КП(б)У в місті Харкові.
У березні 1921 — лютому 1922 року — відповідальний секретар Генічеського повітового комітету КП(б)У.
У березні 1922 — квітні 1924 року — відповідальний інструктор ЦК КП(б)У в Харкові. У квітні 1924 — травні 1925 року — начальник Головліту Української СРР. У травні 1925 — лютому 1928 року — відповідальний інструктор ЦК КП(б)У в Харкові.
У лютому 1928 — жовтні 1929 року — відповідальний секретар Запорізького окружного комітету КП(б)У (з перервою у вересні 1928 року). У вересні 1928 року працював відповідальним інструктором ЦК ВКП(б) в Москві.
У листопаді 1929 — вересні 1930 року — відповідальний секретар Кузнецького окружного комітету ВКП(б) Сибірського краю.
У вересні 1930 — липні 1931 року — відповідальний інструктор ЦК ВКП(б) в Москві.
У липні 1931 — 1932 року — секретар Уральського обласного комітету ВКП(б). У 1932 році працював секретарем Уральського обласного комітету ВКП(б) з постачання.
У 1932 — липні 1933 року — 3-й секретар Далекосхідного крайового комітету ВКП(б). У липні 1933 — травні 1935 року — 2-й секретар Далекосхідного крайового комітету ВКП(б).
У червні 1935 — лютому 1937 року — відповідальний інструктор ЦК ВКП(б) в Москві.
9 березня 1937 року заарештований органами НКВС. 2 листопада 1937 року розстріляний і похований на Донському кладовищі Москви. Посмертно реабілітований 9 червня 1956 року.